# Sros

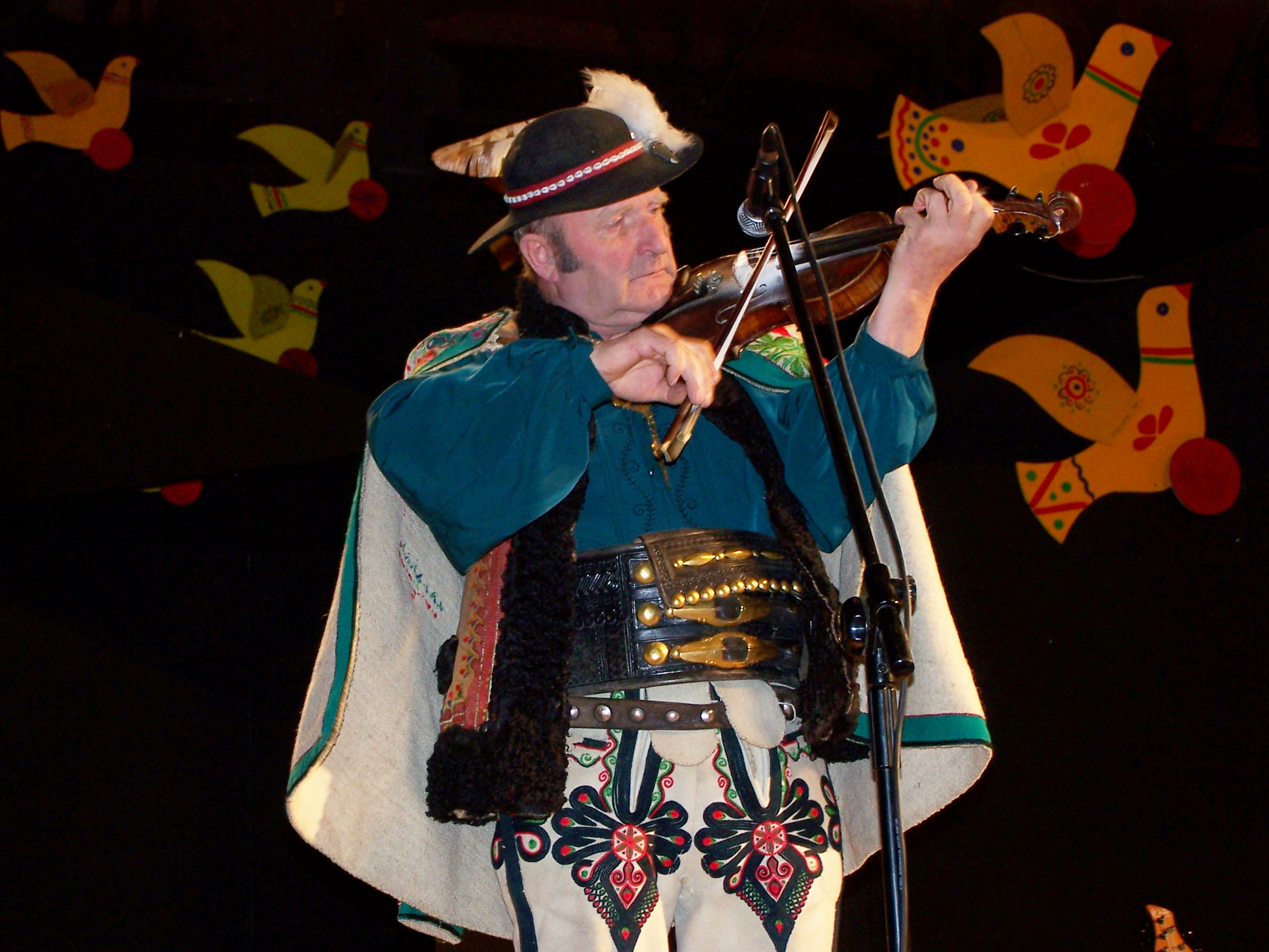
Podhalanin przepasany "srosem"

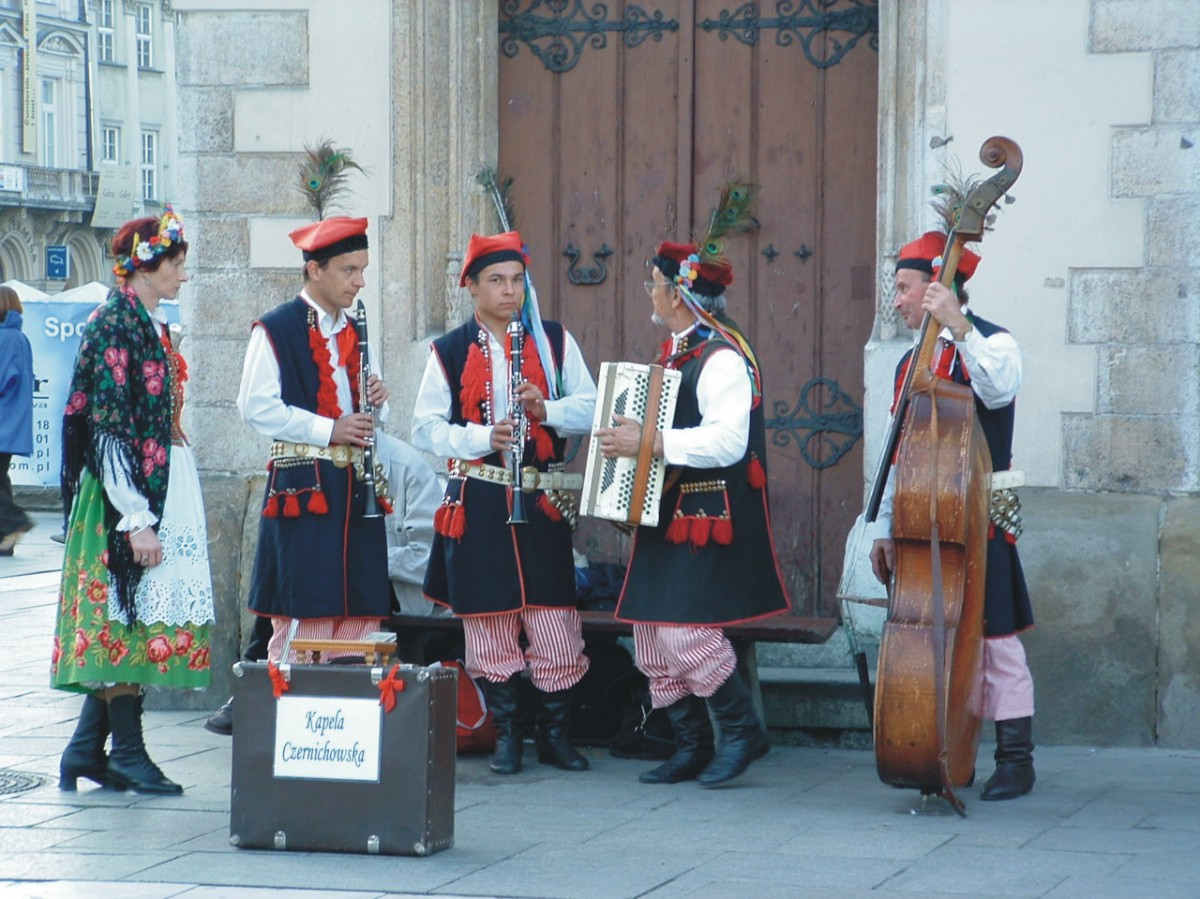
Krakowiacy przepasani białymi "oposkami".

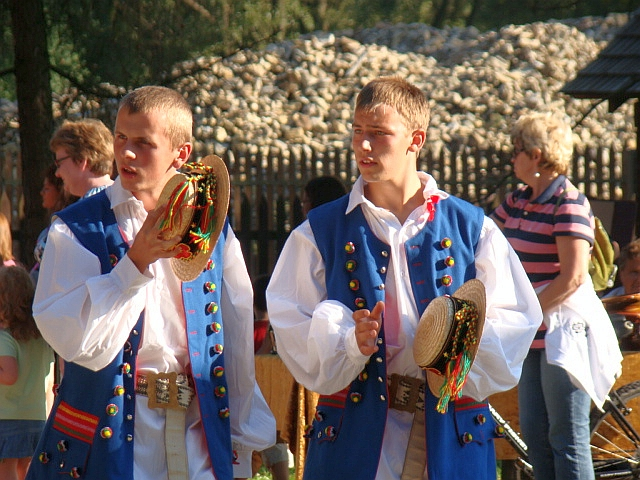
Białe "oposki" u Pogórzan.

Sros, l. mn. srose – szeroki ozdobny pas góralski z kieszeniami (gwar. trzosem, lub miechem), spotykany jako część wyposażenia ubioru,  element wyróżniający się w strojach męskich u niektórych grup etnicznych Karpat i Pogórza.
Wykonany był, jak w przypadku mieszkańców Karpat polskich (górale podhalańscy, Lachy Sądeckie) z juchtowej skóry o naturalnej lub czerwonej barwie, z tłoczonym geometrycznym ornamentem. Pas nabijany był metalowymi lub miedzianymi kabzlami i zapinany na 3 lub 4 metalowe sprzączki.
Gospodarze bogatsi nosili powszechnie srosy. Szyte z podwójnej (dubeltowej) skóry, szerokie na dwie dłonie, zapinane na dwie sprzączki.  Wewnątrz takiego pasa znajdowały się przy zapięciu wszywane skórzane woreczki na pieniądze, zapinane na sprzączki. Przechowywano w nich również ważne kwity, fajkę, hubkę i krzesiwo.

## Oposki
Nieco węższe od srosów były białe pasy krakowskie tzw. oposki (uopaski). Miały szerokości do 10 cm, wyposażone były w dwie sprzączki i mieszek. Nabijane były mosiężnymi gwoździkami, z przytwierdzonymi półkoliście kolorowymi, dzwoniącymi blaszkami, torebką i nożykiem. U oposka prawie zawsze każdy chłop miał składany nóż, z jednym ostrzem, przywiązany na sznurku. Był to zwyczaj czysto lachowski.
Pod koniec XIX w. gdy podobne pasy należały już do przeszłości, lud nazywał oba rodzaje srosami.
Nazwą pas związany jest z gwarą podegrodzką.

## Chimir-Serpar
Na Bukowinie pasy takie nazywane były czimirem (rum. chimir), szeroki skórzany pas z kieszeniami na pieniądze. Etymologicznie nazwa rumuńska wywodzi się od słowa tureckiego oznaczającego pas (Kemer).
Na terenie Siedmiogrodu pod nazwą șerpar; pînză, zonă („brîul ars": zona ecuatorială), fr. cordon de piele, węg. tüszö; oraz niem. breiter Ledergürtel mit Geldbeutel. Siedmiogrodzcy Sasi z okolic Saros nosili kapelusze, białe koszule naciągnięte na spodnie, w połowie przepasane serparem. Serpar miał szerokość od 8-13 cm i zapinany był na dwie sprzączki. Jest obecnie produkowany w Rumunii jako tradycyjny, saski, pas myśliwski.
Prawdopodobnie to podobieństwo spowodowało zamieszczenie przez Wincentego Pola takiej wzmianki – "Cała okolica Głuchoniemców jest nowo-siedlinami Sasów; jakoż strój przechowali ten sam co węgierscy i siedmiogrodzcy Sasi".

## Galeria

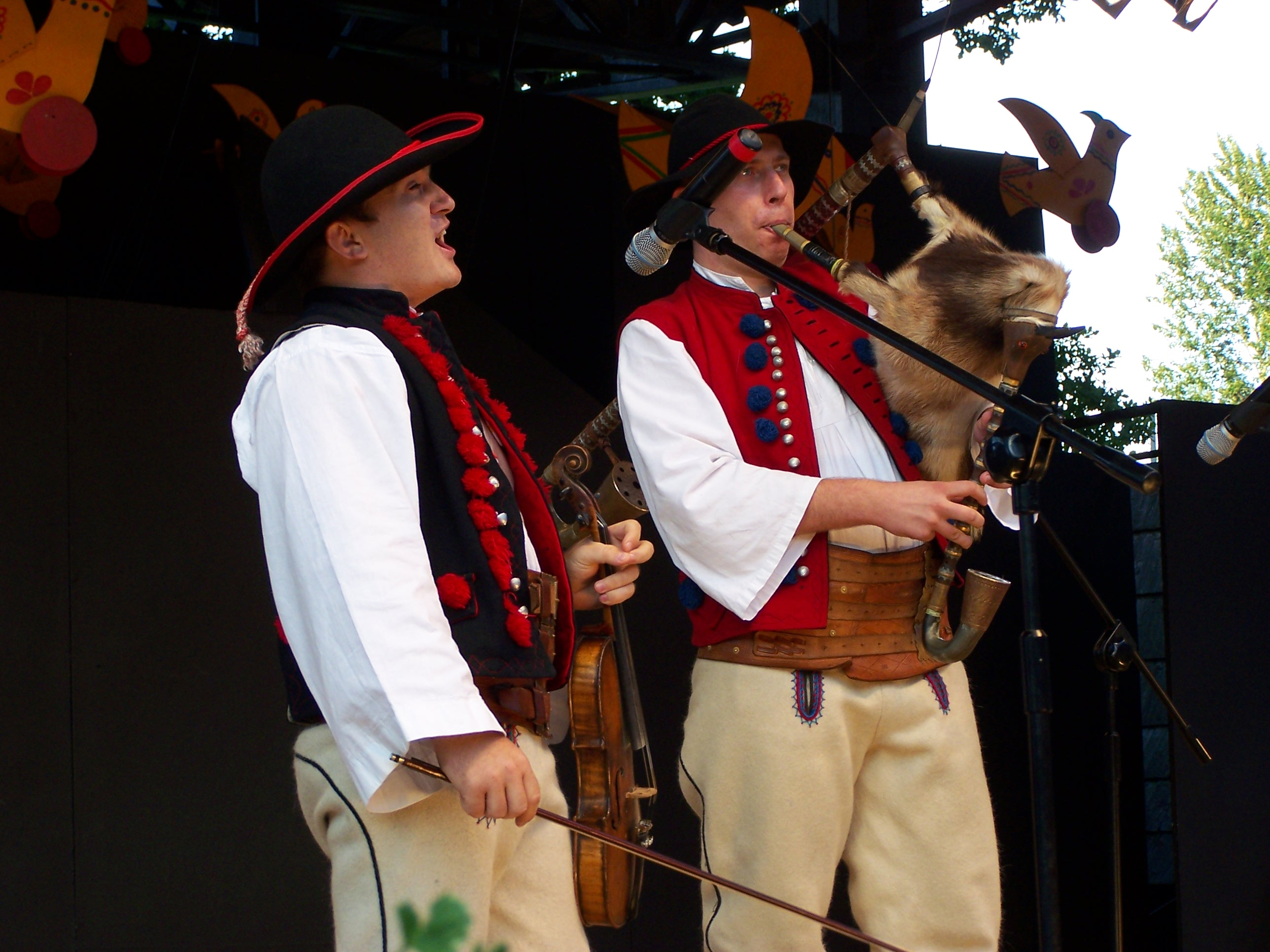
Fickowa Pokusa z Jeleśni
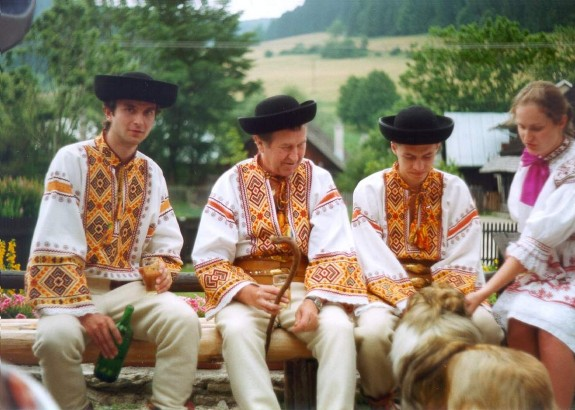
Słowaccy górale
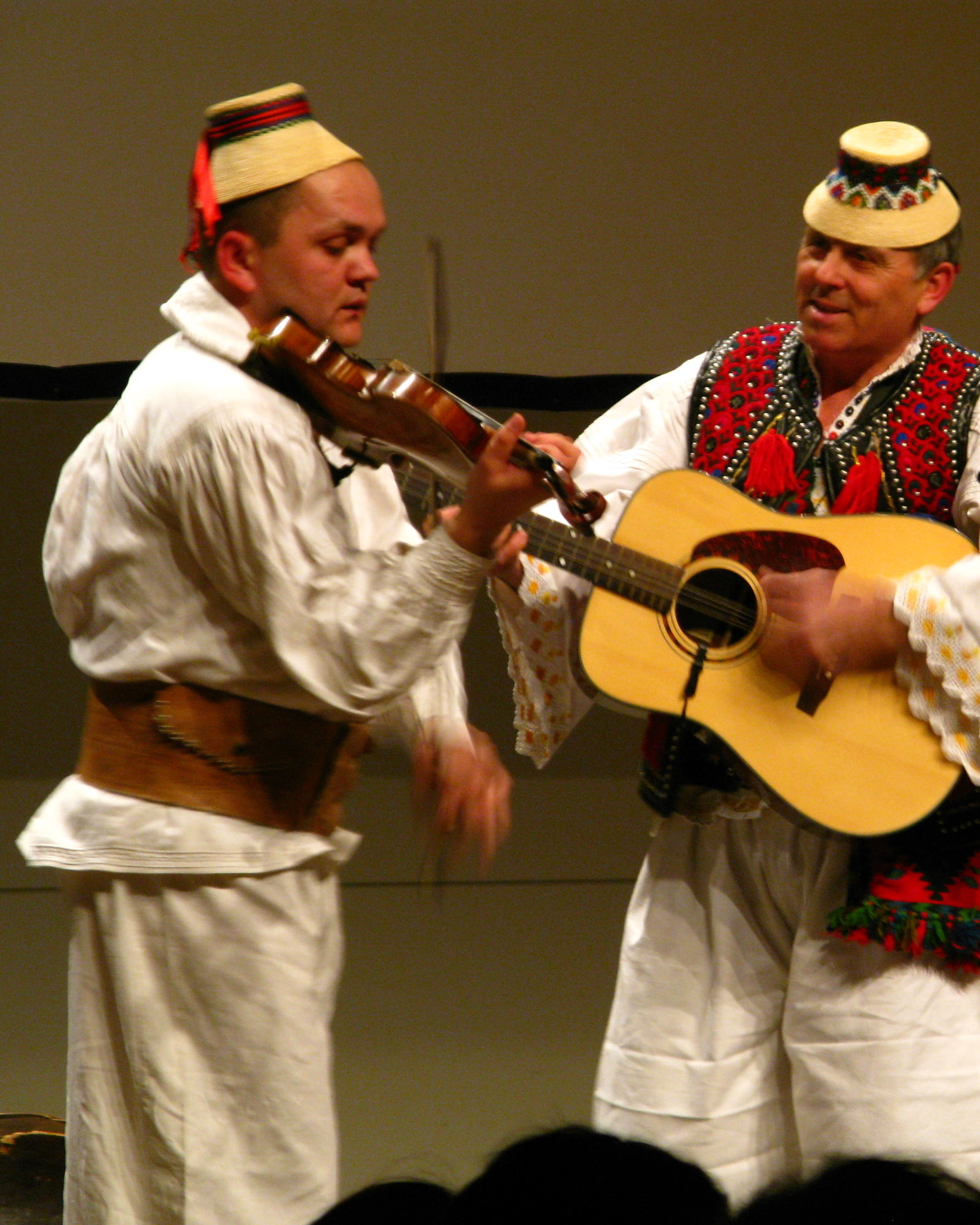
Grupa muzyczna z Maramuresz
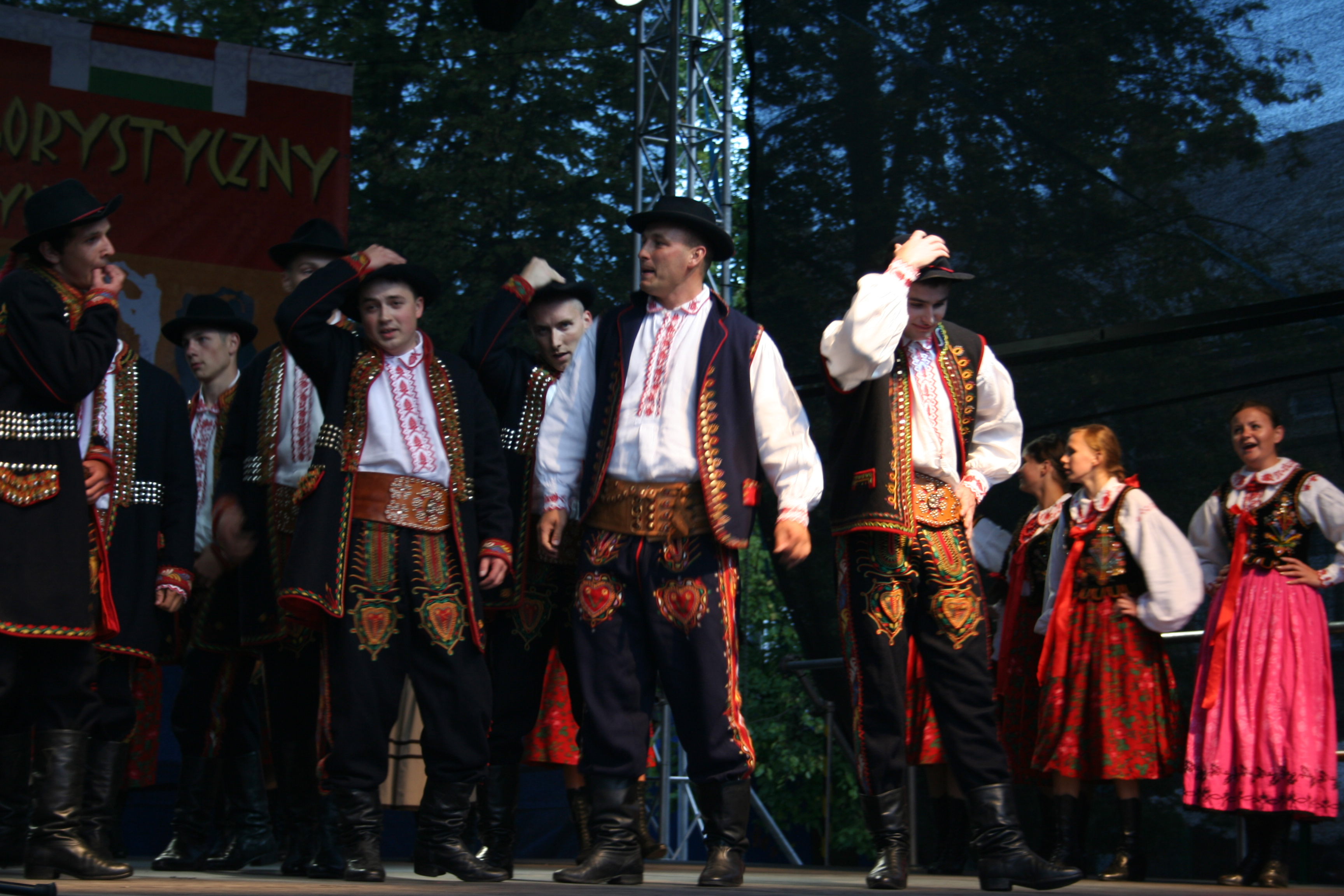
Lachy Sądeckie
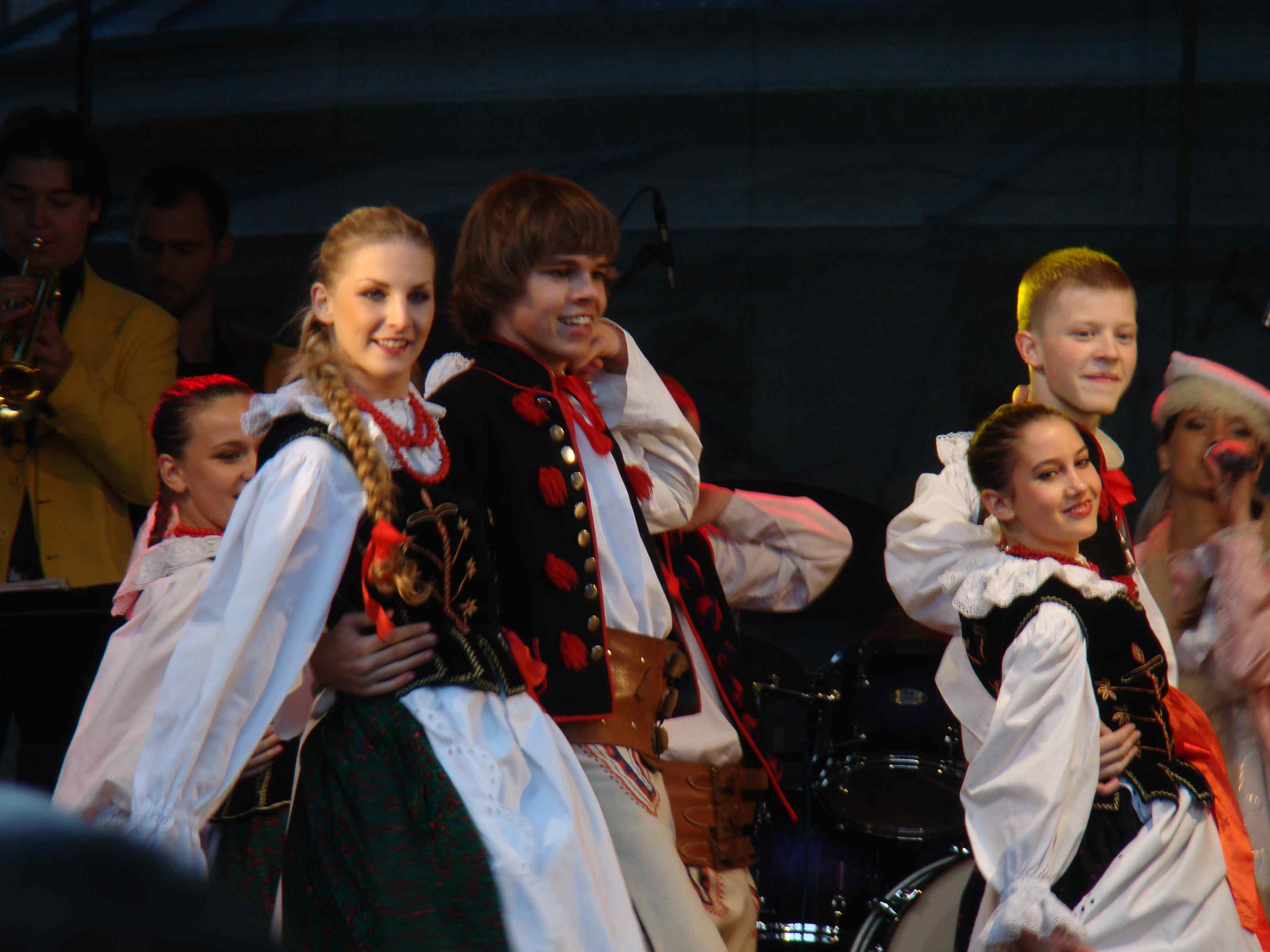
Górale żywieccy, 2008
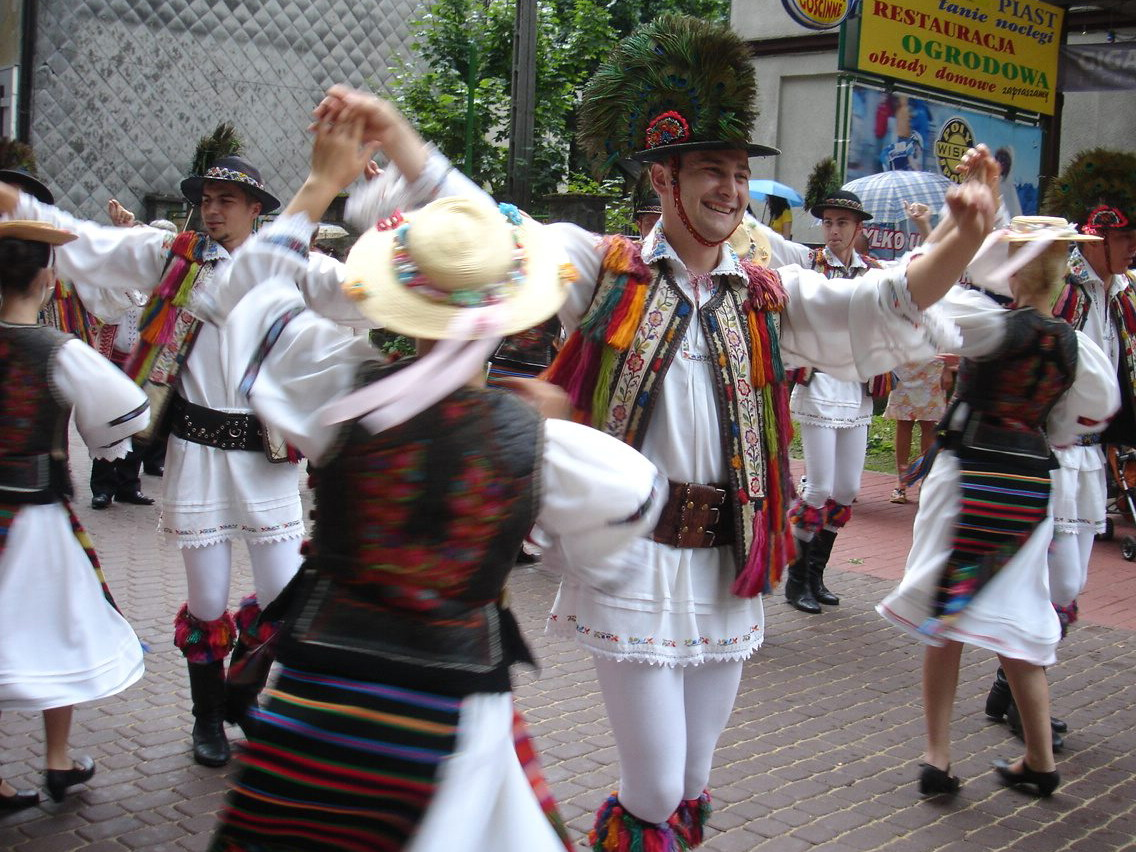
Współczesny rumuński (saski) zespół folklorystyczny z Cluj Napoca, Siedmiogród, w czasie Festiwalu Kultury Beskidzkiej, Wisła, 2008
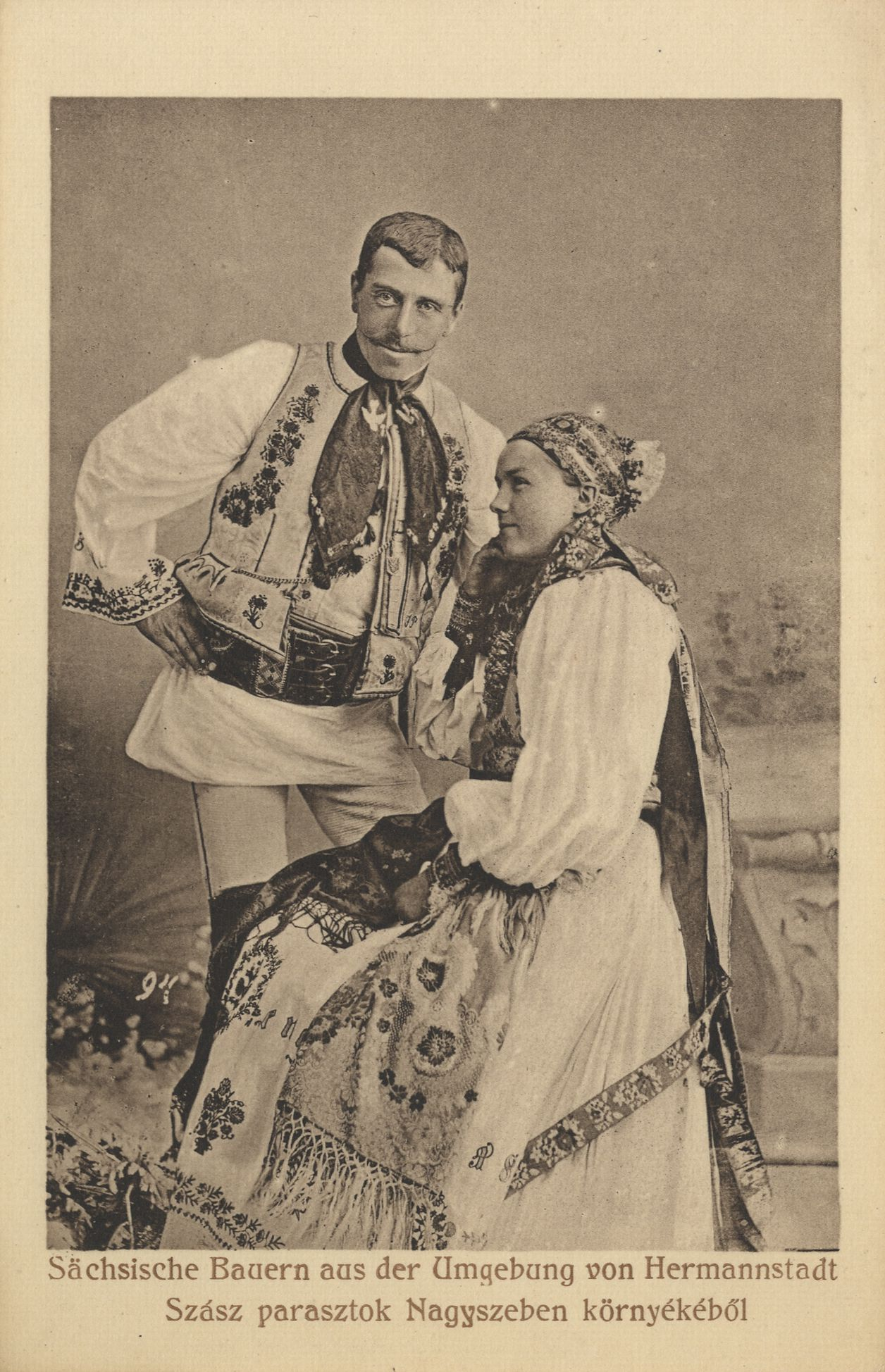
Stroje karpackich Sasów (Siebenbürger Sachsen) z okolic Sibiu, widoczny "serpar" z (1900)
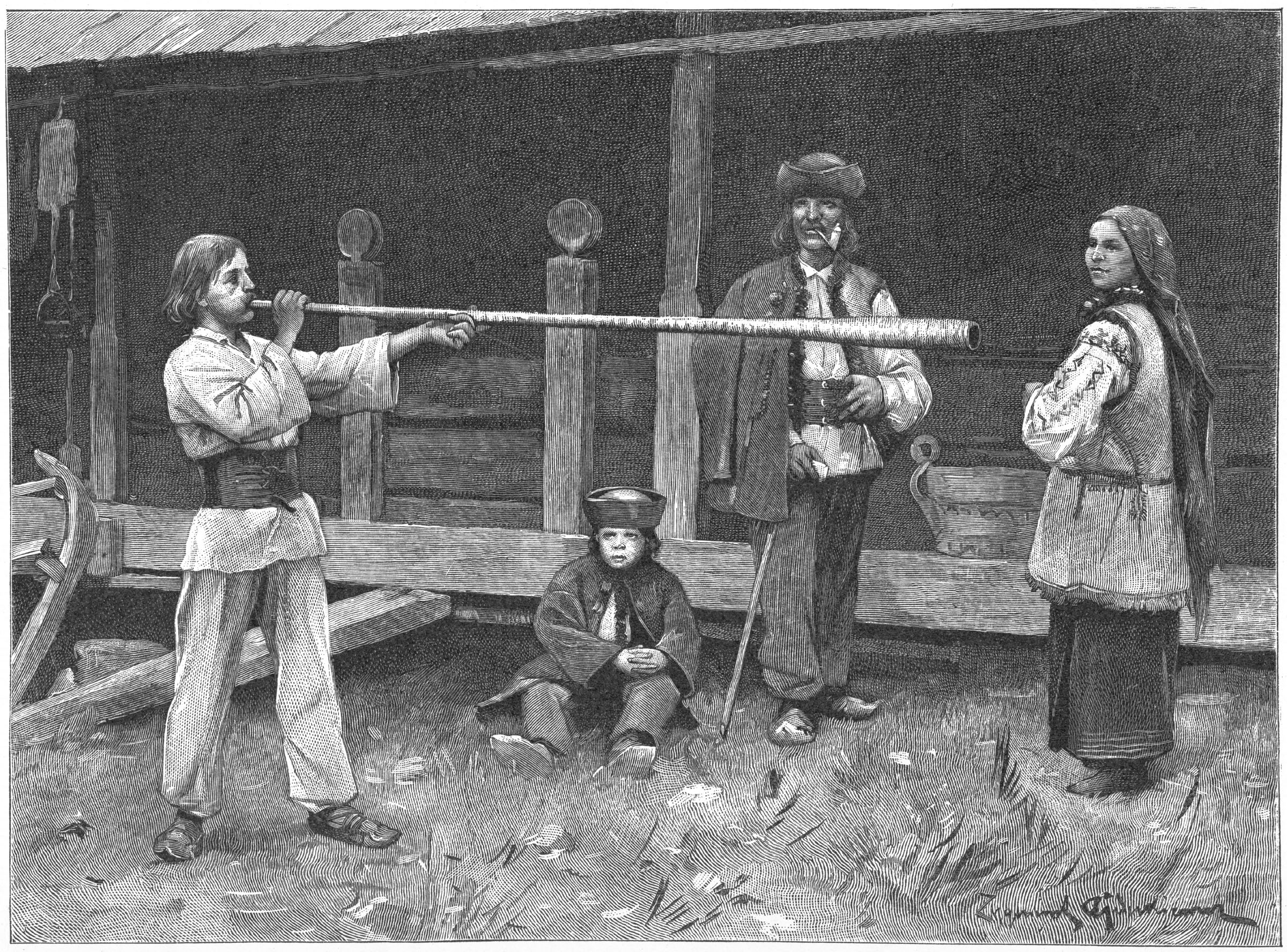
Huculscy trąbitarze na rycinie Zygmunta Ajdukiewicza